# Naomie Harris
Naomie Melanie Harris (Londres, 6 de septiembre de 1976) es una actriz de cine y televisión británica. 
Comenzó su carrera cuando era niña, apareciendo en la serie de televisión Simon and the Witch en 1987. Interpretó a Selena en la película de zombis 28 Days Later (2002), a la bruja Tia Dalma en la segunda y tercera películas de Pirates of the Caribbean, y Winnie Mandela en Mandela: Long Walk to Freedom (2013). Interpretó a Eve Moneypenny en las películas de James Bond Skyfall (2012), Spectre (2015), No Time to Die (2021) y a la supervillana Shriek en Venom: Let There Be Carnage (2021).

## Biografía
Naomie Harris nació el 6 de septiembre de 1976 en Londres, Reino Unido; es hija de la guionista de televisión Lisselle Kayla. Desde pequeña mostró un gran interés por la actuación. Más tarde asistiría a la Anna Scher Theatre School. Estudió Ciencias políticas y sociales en el Pembroke College de la Universidad de Cambridge, aunque no le agradó esa experiencia.
Después de graduarse en la universidad, estudió actuación en la Bristol Old Vic Theatre School; el éxito llegaría poco tiempo después tras participar en la película de Danny Boyle 28 Days Later, protagonizada por Cillian Murphy. Ha actuado en varias cintas, entre las que destacan Miami Vice (2006), Pirates of the Caribbean: Dead Man's Chest (2006) y Piratas del Caribe: en el fin del mundo (2007) y Mandela: un largo camino a la libertad (2013). Además, interpreta a la agente Eve Moneypenny en las películas de James Bond Skyfall (2012) y Spectre (2015).
A fines de 2012, Naomie Harris volvió a interpretar a Moneypenny para el videojuego conmemorativo de los cincuenta años de James Bond 007 Legends. En el videojuego aparece en las misiones basadas en la película Skyfall.

## Filmografía
- Crust (2001)
- Living In Hope (2002)
- Anansi (2002)
- 28 Days Later (2002)
- Trauma (2004)
- After the Sunset (2004)
- Pirates of the Caribbean: Dead Man's Chest (2006)
- Miami Vice (2006)
- Tristram Shandy: A Cock and Bull Story (2006)
- Piratas del Caribe: en el fin del mundo (2007)
- August (2008)
- The Night Watchman (2008)
- Street Kings (2008)
- Ninja Assassin (2009)
- Sex & Drugs & Rock & Roll (2009)
- Small Island (2009)
- The First Grader (2010)
- 007: Skyfall (2012)
- Mandela: Long Walk to Freedom (2013)
- Southpaw (2015)
- 007: Spectre (2015)
- Our Kind of Traitor (2016)
- Collateral Beauty (2016)
- Moonlight (2016)
- Rampage (2018)
- Mowgli: Legend of the Jungle (2018)
- Black and Blue (2019)
- 007: No Time to Die (2021)[3]
- Venom: Let There Be Carnage (2021)

## Premios y nominaciones

### Óscar
| Año  | Categoría               | Película  | Resultado |
| ---- | ----------------------- | --------- | --------- |
| 2017 | Mejor actriz de reparto | Moonlight | Nominada  |

### Globos de Oro
| Año  | Categoría               | Película  | Resultado |
| ---- | ----------------------- | --------- | --------- |
| 2016 | Mejor actriz de reparto | Moonlight | Nominada  |

### BAFTA
| Año  | Categoría               | Película  | Resultado |
| ---- | ----------------------- | --------- | --------- |
| 2016 | Mejor actriz de reparto | Moonlight | Nominada  |

### Sindicato de Actores
| Año  | Categoría               | Película  | Resultado |
| ---- | ----------------------- | --------- | --------- |
| 2016 | Mejor actriz de reparto | Moonlight | Nominada  |
| 2016 | Mejor reparto           | Moonlight | Nominada  |

### Crítica Cinematográfica
| Año  | Categoría               | Película  | Resultado |
| ---- | ----------------------- | --------- | --------- |
| 2016 | Mejor reparto           | Moonlight | Ganadora  |
| 2016 | Mejor actriz de reparto | Moonlight | Nominada  |

### Independent Spirit
| Año  | Categoría                             | Película  | Resultado |
| ---- | ------------------------------------- | --------- | --------- |
| 2016 | Premio Robert Altman al mejor reparto | Moonlight | Ganadora  |

### Satellite
| Año  | Categoría               | Película  | Resultado |
| ---- | ----------------------- | --------- | --------- |
| 2016 | Mejor actriz de reparto | Moonlight | Ganadora  |

- Premios del programa Royal Television Society 2010 - Mejor actriz por Small Island[11]